# Scrancia viridis
Scrancia viridis är en fjärilsart som beskrevs av M.Gaede 1928. Scrancia viridis ingår i släktet Scrancia och familjen tandspinnare. Inga underarter finns listade.